# Campeonato Europeo de Patinaje Artístico sobre Hielo de 1963
El LIV Campeonato Europeo de Patinaje Artístico sobre Hielo se realizó en Budapest (Hungría) del 5 al 10 de febrero de 1963. Fue organizado por la Unión Internacional de Patinaje sobre Hielo (ISU) y la Federación Húngara de Patinaje sobre Hielo.

## Resultados

### Masculino
| Puesto | Nombre                | País                | Puntos |
| ------ | --------------------- | ------------------- | ------ |
| Oro    | Alain Calmat          | Francia             |        |
| Plata  | Manfred Schnelldorfer | Alemania Occidental |        |
| Bronce | Emmerich Danzer       | Austria             |        |

### Femenino
| Puesto | Nombre           | País         | Puntos |
| ------ | ---------------- | ------------ | ------ |
| Oro    | Sjoukje Dijkstra | Países Bajos |        |
| Plata  | Nicole Hassler   | Francia      |        |
| Bronce | Regine Heitzer   | Austria      |        |

### Parejas
| Puesto | Nombre                               | País                | Puntos |
| ------ | ------------------------------------ | ------------------- | ------ |
| Oro    | Marika Kilius / Hans-Jürgen Bäumler  | Alemania Occidental |        |
| Plata  | Liudmila Belousova / Oleg Protopopov | Unión Soviética     |        |
| Bronce | Tatiana Zhuk / Alexandr Gavrilov     | Unión Soviética     |        |

### Danza en hielo
| Puesto | Nombre                               | País           | Puntos |
| ------ | ------------------------------------ | -------------- | ------ |
| Oro    | Linda Shearman / Michael Phillips    | Reino Unido    |        |
| Plata  | Eva Romanová / Pavel Roman           | Checoslovaquia |        |
| Bronce | Janet Sawbridge / David Hickinbottom | Reino Unido    |        |

## Medallero
| # | País                |   |   |   | Total |
| - | ------------------- | - | - | - | ----- |
| 1 | Alemania Occidental | 1 | 1 | 0 | 2     |
| 1 | Francia             | 1 | 1 | 0 | 2     |
| 3 | Reino Unido         | 1 | 0 | 1 | 2     |
| 4 | Países Bajos        | 1 | 0 | 0 | 1     |
| 5 | Unión Soviética     | 0 | 1 | 1 | 2     |
| 6 | Checoslovaquia      | 0 | 1 | 0 | 1     |
| 7 | Austria             | 0 | 0 | 2 | 2     |
|   | TOTAL               | 4 | 4 | 4 | 12    |

- Datos: Q1318210